# امیلیانو مرکاد دل تورو
امیلیانو مرکاد دل تورو (انگلیسی: Emiliano Mercado del Toro; ۲۱ اوت ۱۸۹۱ – ۲۴ ژانویهٔ ۲۰۰۷
(aged ۱۱۵ سال، ۱۵۶ روز)) پرسنل نظامی، و اهالی کسب‌وکار اهل ایالات متحده آمریکا بود.